# Ошо
 Тази статия е за индийския духовен учител.  За термина от дзен вижте Ошо (термин).  
Раджни́ш Ча́ндра Мо́хан Джаин (на хинди: चन्द्र मोहन रजनीश), (също Бхагаван Шри Раджниш или Ошо) (11 декември 1931 – 19 януари 1990) е известен и приеман нееднозначно съвременен духовен учител и философ, живял в Индия и САЩ, основател на спорното духовно и философско движение „Ошо-Раджниш“.

## Детство и пробуждане
Ошо е роден с името Раджниш Чандра Мохан Джаин на 11 декември 1931 г. в Кучвада, малко село в щата Мадхя Прадеш, Индия. Астролог предрича, че е възможно да умре преди да навърши седем години. Родителите му джайнисти го изпращат да живее с баба си и дядо си по майчина линия до края на седмата му годишнина. Под влияние на баба си той расте без ограничения, забрани и образование. По-късно, известен вече под името Ошо, той заявява, че именно това е правилният метод за отглеждане на деца – принудителното образование и възпитаване по дадени стереотипи в тази възраст оказва неблагоприятно влияние върху развитието на личността и достойнството ̀. На 7-годишна възраст той се връща при родителите си, където по това време вече живеят баба му и дядо му по бащина линия.
На 21 март 1953 година, на 21-годишна възраст, Раджниш получава просветление. През 60-те работи като професор по философия в Университета в Джабалпур, Мадхя Прадеш.

## В САЩ
Страдащ от диабет и болки в гърба през 1981 Раджниш заминава за САЩ в търсене на по-добри медицински грижи, а също, според слуховете, да избяга от данъчни проблеми в Индия. Пребиваването на Ошо в САЩ, създаването на ашрама Раджнишпурам в Орегон и перипетиите на него и учениците му с американските власти са подробно и интересно описани от Ма Прем Шуньо в книгата ѝ „Моите диамантени дни с Ошо“.

## Учение
Учението на Ошо се корени в Хинду Адвайта веданта, която приема, че всяка реалност произтича от една-единствена божествена същност. В тази мистична онтология, човешкото усещане за разделеност, дуалност и преходност се приемат за илюзии, произведени от ума. Дуалистичното и преходно качество на света са един танц, една външна игра на космическото съзнание. В този танц всяко нещо, всяко случване е свещено; има своя собствена стойност и носи своята цел само по себе си.
Беседите на Ошо не се провеждат в суха, академична обстановка, а примесени с шеги и вицове, поднесени с ораторско майсторство, което пленява много хора. Неговото учение не е статично, а променя своята насоченост с времето. Той с радост ползва парадокси и противоречия, които затрудняват представянето на труда му в съкратена форма. С компетентност във всички източни религиозни традиции, в своето учение Ошо говори нашироко и за многообразна част от западните религиозни влияния.
Макар че Ошо е отхвърлял всички религии като ненужни и ограничаващи човешкото съзнание, той е смятал, че съществува божествено присъствие в природата, и навсякъде около нас.
Въпреки огромната му популярност, будният му ум го вкарва в конфликти с установените обществени норми и дори с близките му съподвижници, а властите обикновено виждат в него опасен обществен рецидив.

## „Десетте заповеди“ на Ошо
В началото, все още известен като Ачария Раджнеш, кореспондент пита Ошо кои са неговите „Десет заповеди“. В писмо той отговаря, че това е труден въпрос, защото той е против всякакви заповеди, но „просто на шега“ се съгласява да посочи следните:
| “ | 1. Никога не се подчинявай на никакви заповеди, освен ако те не произхождат от дълбините ти. 2. Няма друг Бог, освен самият живот сам по себе си. 3. Истината е вътре в теб, не я търси никъде другаде. 4. Любовта е молитва. 5. Да станеш „Нищо“ е врата към истината. Самото Нищо е целта, средството и постижението. 6. Животът е сега и тук. 7. Живей будно. 8. Не плувай – носи се по течението. 9. Умирай във всеки момент, за да можеш да бъдеш нов във всеки момент. 10. Не търси. Това, което е, е. Спри и виж. | ” |

## Книги в България
- Тантра, духовност и секс (Одисей)
- Книга на тайните – том 1 – 5 (Шамбала)
- Дао. Трите съкровища – том 1 – 3 (Шамбала)
- Йога. Алфа и омега – том 1 – 5 (Шамбала)
- Диамантената сутра (Шамбала)
- Сърдечната сутра (Шамбала)
- Тантра. Висшето разбиране (Шамбала)
- Възгледът на тантра – том 1 – 2 (Шамбала)
- Оранжевата книга (Шамбала)
- Медитация: изкуството на екстаза (Шамбала)
- Ошо библия – том 1 – 10 (Шамбала)
- Трансформация на седемте тела (Шамбала)
- Тук и сега (Шамбала)
- Кундалини и чакрите (Шамбала)
- Астромедитации (Шамбала)
- В търсене на прекрасното (Шамбала)
- Следвай ме (Гуторанов)
- Казвам ви (Гуторанов)
- За смелостта (Гуторанов)
- За зрелостта (Гуторанов)
- За творчеството (Гуторанов)
- За медитацията (Гуторанов)
- Индия, моя любов (Гуторанов)
- Говори ми за любовта (Гуторанов)
- Заратустра: богът, който умее да танцува (Гуторанов)
- Спомени от едно прекрасно детство (Гуторанов)
- Моите диамантени дни с Ошо (Шамбала)
- Песен без думи (Шамбала)

## Изследвания
- Martin, Walter. The Kingdom of the Cults. Rev. ed. Minneapolis (MN), 1985, 353 – 361.
- Palmer, Susan J. Moon sisters, Krishna mothers, Rajneesh lovers: Women’s roles in new religions. Syracuse (NY), 1994.